# 70 Ophiuchi
70 Ophiuchi è una stella binaria situata nella costellazione dell'Ofiuco, distante 16,64 anni luce dal sistema solare. Si tratta del cinquantesimo sistema stellare più vicino alla Terra, e il decimo sistema stellare più vicino visibile a occhio nudo. Le due componenti possono essere separate al telescopio, la loro separazione visuale varia da 2 a 8 secondi d'arco in relazione al loro movimento orbitale, in un periodo di oltre 80 anni.
Sebbene studi differenti in passato abbiano portato ad ipotizzare la presenza di un terzo corpo di massa minore che avrebbe perturbato l'orbita delle due stelle, studi seguenti ne hanno smentito l'esistenza.

## Osservazione
Situata nella parte nord-est della costellazione dell'Ofiuco - nell'asterismo chiamato Mel 186 oppure Cr 359 -  70 Ophiuchi è una stella dell'emisfero celeste boreale, ma è posta a poco più di 2° dall'equatore celeste; di conseguenza, è visibile da tutte le aree abitate della Terra e resta invisibile solo nei pressi del polo sud.
Con una magnitudine pari a +4,03, la si può osservare anche dai piccoli centri urbani non eccessivamente affetti da inquinamento luminoso.
Il periodo migliore per la sua osservazione nel cielo serale ricade nei mesi compresi fra maggio e settembre; da entrambi gli emisferi il periodo di visibilità rimane indicativamente lo stesso, grazie alla posizione della stella non lontana dall'equatore celeste.

## Il sistema
La componente principale, 70 Ophiuchi A, è di tipo spettrale K0-1Ve, con una massa di 0,92 masse solari, un raggio di 0,89 raggi solari e il 51% della luminosità solare, considerando anche la radiazione infrarossa che la stella, più fredda del Sole, emette. L'abbondanza di ferro ed altri elementi pesanti, precedentemente stimata essere solo il 30% di quella del Sole, appare equivalente a quella solare in pubblicazioni recenti. La stella è catalogata come variabile BY Draconis, e, pertanto, possiede anche il nome di V2391 Ophiuchi.
70 Ophiuchi B è anch'essa una nana arancione, ma più fredda e piccola della sua compagna.  Il suo tipo spettrale è K5-6Ve, la sua massa 0,70 volte quella solare. Il suo raggio è pari a 0,70 volte quello solare mentre la sua luminosità raggiunge il 8,4% di quella solare, il 16% considerando la radiazione infrarossa emessa da una stella avente una temperatura superficiale di poco superiore ai 4000 K.
L'orbita del sistema possiede un'eccentricità di 0,495, mentre la separazione tra le componenti varia tra 11,4 e 34,89 unità astronomiche (UA), con un periodo di circa 83 anni. Il sistema, più giovane del Sole, ha un'età compresa tra 1,1 e 1,9 miliardi di anni.

## Ricerca di oggetti substellari in orbita
Questo sistema fu catalogato per la prima volta da William Herschel nel 1779, nel suo studio sulle stelle binarie. Herschel dimostrò che si trattava di due stelle legate gravitazionalmente in orbita attorno ad un comune centro di massa. Questo fu un contributo importante per attestare la validità della legge di Newton anche per oggetti al di fuori del sistema solare. A quel tempo commentò che era possibile la presenza di un terzo compagno invisibile che interagiva con l'orbita delle due stelle visibili.
Nel 1855, W. S. Jacob dell'osservatorio di Madras, gestito dalla Compagnia Inglese delle Indie Orientali, annunciò che l'orbita della binaria mostrava un'anomalia e che era "molto probabile" che vi fosse un "corpo planetario in connessione con questo sistema". Thomas Jefferson Jackson See annunciò con maggiore insistenza nel 1899 la probabile presenza di un compagno invisibile in questo sistema, ma Forest Ray Moulton pubblicò poco dopo un articolo che provava che un sistema di tre corpi, con i parametri orbitali specificati da See, sarebbe stato altamente instabile. Gli annunci di Jacob e See si dimostrarono presto erronei; quello di Jacob fu probabilmente uno dei primi annunci dell'esistenza di un pianeta extrasolare basata su dati astrometrici.
I ricercatori dell'Osservatorio McDonald hanno imposto dei limiti alla presenza di uno o più pianeti in orbita attorno 70 Oph A con masse comprese tra 0,46 e 12,8 masse gioviane e distanze medie che variano tra 0,05 e 5,2 UA.
La zona abitabile dove dovrebbero essere situati eventuali pianeti in grado di trattenere acqua liquida in superficie, dovrebbe essere centrata a 0,83 e 0,47 di distanza dalle componenti, rispettivamente, A e B del sistema.

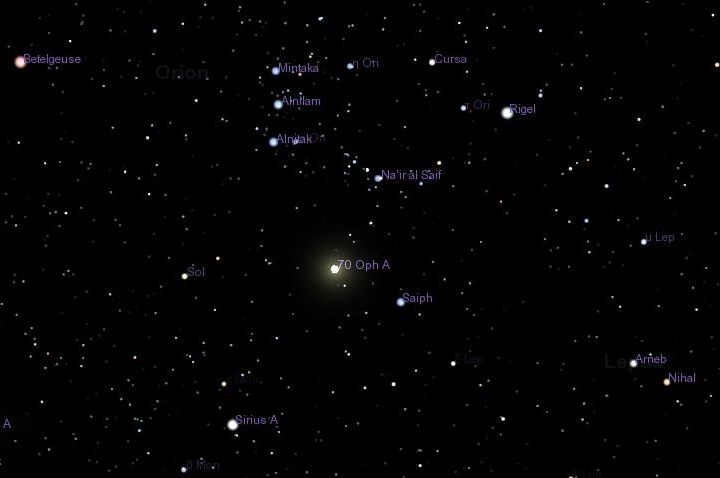
Il cielo visto da 70 Ophiuchi in direzione del Sole, che si troverebbe situato all'incirca tra la Cintura di Orione e Sirio.

## Il cielo da 70 Ophiuchi
Le stelle più vicine a 70 Ophiuchi, a distanze comprese tra 6 e 7 anni luce, sono deboli nane rosse, ma a soli 7,8 a.l. di distanza si trova Altair, che sarebbe di gran lunga più luminosa che vista dalla Terra da un ipotetico pianeta situato attorno a 70 Ophiuchi e brillerebbe di magnitudine -0,89. La stella più luminosa da 70 Ophiuchi sarebbe però Vega, che dista 15,44 anni luce dal sistema e avrebbe una magnitudine pari a -1,02. Sirio, a 25 anni luce, apparirebbe "solo" di magnitudine +0,89; il Sole si troverebbe apparentemente vicino ad essa e risulterebbe una normale stella di magnitudine 3,37 situata ai confini della costellazione di Orione.